# Friedenskirche (Gelsenkirchen-Schalke)

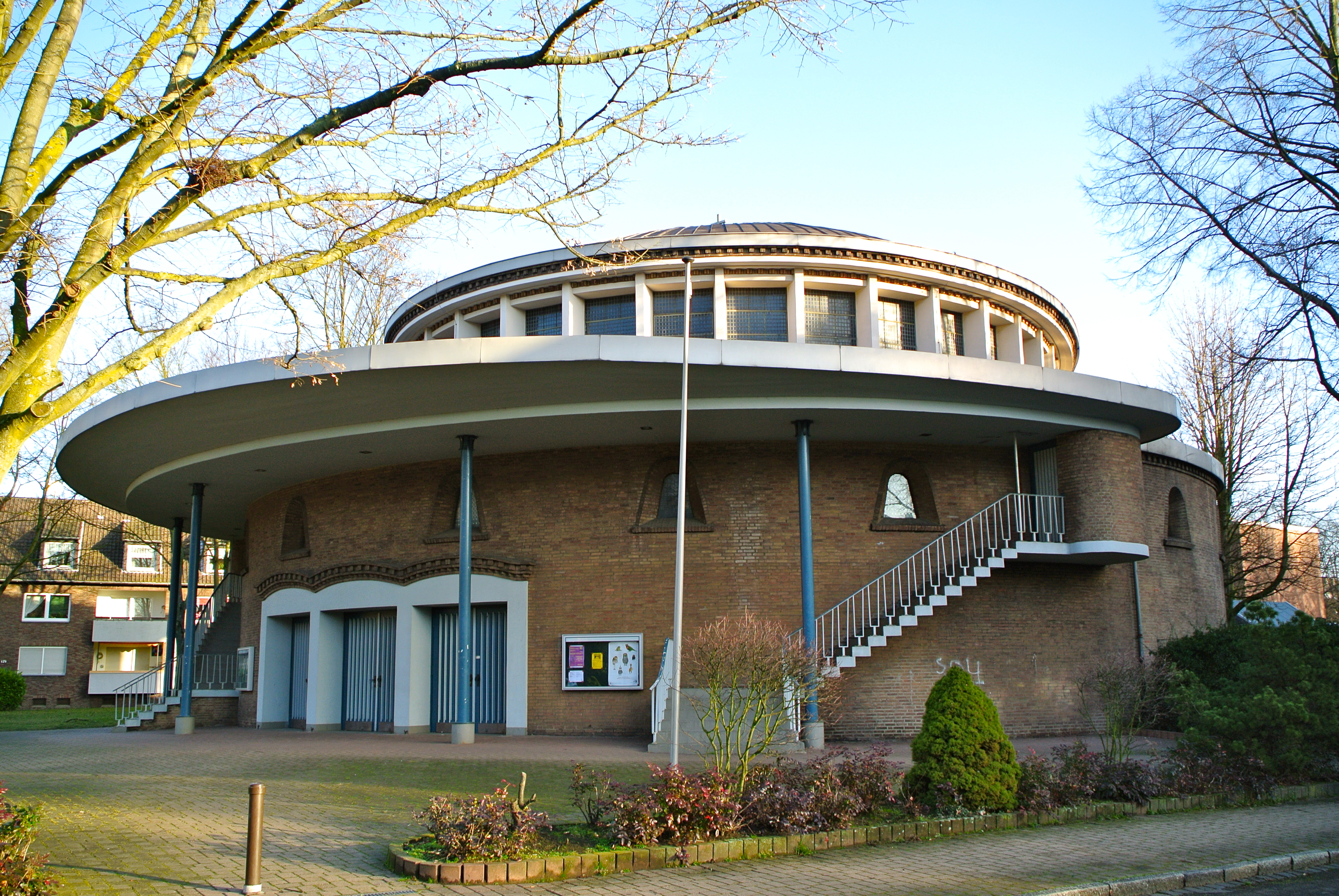
Friedenskirche in Schalke

Die denkmalgeschützte evangelische Friedenskirche in Gelsenkirchen-Schalke wurde von 1957 bis 1959 nach Plänen von Denis Boniver erbaut. Seit 2014 gehört sie zur Evangelischen Emmaus-Kirchengemeinde Gelsenkirchen im Kirchenkreis Gelsenkirchen und Wattenscheid der Evangelischen Kirche von Westfalen.

## Geschichte

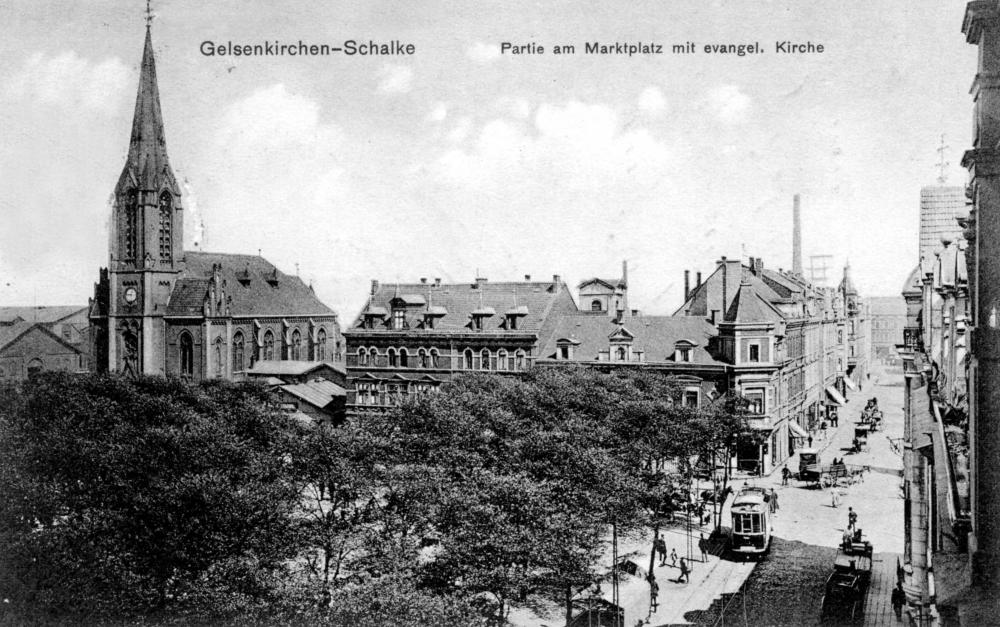
Alte evangelische Kirche am Schalker Markt

Die stürmische industrielle Entwicklung des Ruhrgebiets in der zweiten Hälfte des 19. Jahrhunderts machte aus der einstigen Bauerschaft Schalke in kürzester Zeit einen dicht besiedelten Arbeiterstadtteil. Im Zuge dieser Entwicklung entstand 1882 am Schalker Markt die erste evangelische Kirche, ein neugotischer Bau von Peter Zindel – ihr folgte 1906 die Kreuzkirche in der Schalker Feldmark.
Nach dem Zweiten Weltkrieg lag die Kirche wie die gesamte umgebende Industrie- und Wohnbebauung in Trümmern. Beim Wiederaufbau verlor der Schalker Markt seine frühere städtebauliche Bedeutung, insbesondere durch den Bau der Berliner Brücke. 1959 wurde die Ruine der Kirche von 1882 abgetragen. Gleichzeitig entstand weiter südlich an der Königsberger Straße die neue Friedenskirche.

## Bauwerk
Die Friedenskirche ist ein Stahlbeton-Skelettbau mit Backstein-Ausfachung. Sie hat einen ovalen Grundriss. In der breiteren Rundung im Westen befindet sich das dreifache Portal, in der spitzeren, wellenförmig aufgelockerten Rundung gegenüber der um sechs Stufen erhöhte gerundete Altar, rechts flankiert von der viereckigen Kanzel. Den Außeneindruck beherrscht das weit vorkragende, säulengestützte Vordach. Über dem Untergeschoss erhebt sich auf einem durchfensterten Tambour von wenig geringerem Umfang eine flache Ovalkuppel. Die von dieser nicht überwölbten, durch Säulen abgeteilten Bereiche des Untergeschosses, von Parabol-Fenstern mit Buntverglasung beleuchtet, umziehen den Innenraum wie bogenförmige  Seitenschiffe, in die über zwei Außentreppen erreichbare Emporen eingelassen sind. Eine halbrunde Nische in voller Gebäudehöhe links neben dem Altarbereich enthält die Orgel.